# Ночная буря
Ночная буря (яп. あらしのよるに, Араси-но ёру-ни, англ. Stormy Night) — первый из серии коротких романов с иллюстрациями, написанных Юити Кимура и иллюстрированных Хироси Абэ, а также полнометражное аниме, основанное на книге и выпущенное в 2005 году. На русский язык было переведено Twister Digital Video в 2006 году.

## Сюжет
Мэй, будучи маленьким, гулял со своей матерью по лугу, и на них напала стая волков. Мать Мэя стала обороняться, чтобы спасти своего ребёнка, и велела Мэю бежать. Пока он убегал, волки заживо съели его мать. Прошли годы, он вырос и забыл об этом дне. Во время бури Мэй забегает в заброшенный дом, чтобы переждать непогоду. Через некоторое время туда же приходит волк. Не видя друга друга в темноте и не зная, кто и что из себя внешне представляет, они начали долгую беседу. Вскоре они подружились.

## Персонажи
- Гав (яп. ガブ Габу) — настоящий волк, но в отличие от собратьев не злой. Так же, как Мэй, ужасно боится грозы. Ради Мэя отказывается от мяса, но несколько раз почти нападает на своего маленького друга. Когда волки решают устроить облаву на коз, спасает Мэя и признаётся, что в этот вечер очень хотел показать ему полнолуние. Когда стая вынуждает его выведать у Мэя место, где живёт его стадо, признаётся Мэю во лжи и договаривается с ним идти в «Зелёный Лес», если они выживут после прыжка в горную реку.

Сэйю: Сидо Накамура (фильм), Ёсино Хироюки (сериал)
- Мэй (яп. メイ) — обаятельный козлёнок, мать которого съели волки. Мало что помнит о своём прошлом и искренне радуется всему, что его окружает. Любит своих друзей и очень ценит дружбу. До смерти боится грозы. Мэй очень привязался к Гаву и, даже когда и волки, и козы препятствуют их дружбе, не сдаётся и бежит вместе с ним в придуманный ими «Зелёный Лес», где всё должно быть так, как хотят только они — где они могут вечно быть вместе.

Сэйю: Хироки Наримия (фильм), Кугимия Риэ (сериал)

## Медиа

### Книга
Серия книжек с картинками, изданная Kodansha, вышла на японском языке в семи томах.

### Телефильм
10 декабря 2005 года в Японии был выпущен фильм «Ночная буря», снятый режиссером  Гисабуро Сугии на анимационной студии Group TAC. 20 января 2006 года фильм был показан на Тайване под названием «Бурная ночь». Японский DVD был выпущен 23 июня 2006 года как в виде специального, так и стандартного издания.

## Критика
Фильм оставался в топ-10 списка кассовых сборов Японии более месяца. 1 200 000 зрителей только за первый месяц. В целом фильм собрал более 1,8 млрд. Иен. В 2007 году фильм был номинирован на премию Лучший анимационный фильм года.